# Vozarci
Vozarci (makedonska: Возарци) är en ort i Nordmakedonien. Den ligger i kommunen Kavadarci, i den centrala delen av landet, 80 kilometer sydost om huvudstaden Skopje. Vozarci ligger 166 meter över havet och antalet invånare är 857.